# Mas Reixac
Mas Reixac – miejscowość w Hiszpanii, w Katalonii, w prowincji Barcelona, w comarce Maresme, w gminie Palafolls.
Według danych INE z 2004 roku miejscowość zamieszkiwało 120 osób.